# شب فرا رسیده
شب فرا رسیده (انگلیسی: Night Has Come؛‏ کره‌ای: 밤이 되었습니다) یک مجموعه تلویزیونی محصول کره جنوبی در سال ۲۰۲۳ به کارگردانی لیم ده وونگ و با بازی لی جه این، کیم وو سوک، چوی یه بین، چا وو مین، آن جی هو و جونگ سو ری است. این مجموعه از ۴ تا ۲۱ دسامبر ۲۰۲۳، روزهای دوشنبه تا پنجشنبه از یوپلاس موبایل تی‌وی پخش شد. این مجموعه همچنین برای استریم در نتفلیکس در کره جنوبی و در ویو و ویکی در مناطق منتخب قابل دسترسی است.

## بازیگران

### اصلی
- لی جه این در نقش لی یون سو[۳]
- کیم وو سوک در نقش کیم جون هی[۳]
- چوی یه بین در نقش اوه جونگ وون[۳]
- چا وو مین در نقش گو کیونگ جون[۳]
- آن جی هو در نقش جین دا بوم[۳]
- جونگ سو ری در نقش کیم سو می[۳]